# Zephyrarchaea vichickmani
Espèce
Zephyrarchaea vichickmani est une espèce d'araignées aranéomorphes de la famille des Archaeidae.

## Distribution
Cette espèce est endémique du Victoria en Australie. Elle se rencontre dans le parc national des Yarra Ranges.

## Description
Le mâle holotype mesure 2,77 mm et la femelle paratype 3,90 mm.

## Étymologie
Cette espèce est nommée en l'honneur de Vernon Victor Hickman.

## Publication originale
- Rix & Harvey, 2012 : Australian assassins, part II: A review of the new assassin spider genus Zephyrarchaea (Araneae, Archaeidae) from southern Australia. ZooKeys, no 191, p. 1-62 (texte intégral).